# Concílio de Constantinopla (360)
O Concílio de Constantinopla foi um concílio regional ocorrido em 360 como uma tentativa de restaurar o cisma entre os bispos ocidentais e orientais durante a controvérsia ariana.

## História
Em 359, imperador romano Constâncio II solicitou um concílio da Igreja, em Constantinopla, que deveria contar tanto com os bispos ocidentais quanto os orientais, para resolver o cisma ocorrido no Concílio de Selêucia. De acordo com Sócrates Escolástico, apenas 50 dos bispos orientais e um número desconhecido de ocidentais compareceram.

### As posições em disputa
- Homoianos: Acácio de Cesareia declarou que o Filho era similar ao Pai "de acordo com as escrituras", como na decisão majoritária em Arímino (Concílio de Rimini) e similar à minoria em Selêucia Isaura.
- Homoiousianos: Basílio de Ancira, Eustácio de Sebaste e seu partido declararam que o Filho era de substância similar à do Pai, seguindo a decisão majoritária de Selêucia.
- Anomoeanos ou Heteroousianos: Máris de Calcedônia, Eudóxio de Antioquia e os diáconos Aécio de Antioquia e Eunômio de Cízico declararam que o Filho era de uma substância diferente da do Pai[2][1].

### O desenrolar do Concílio
Os heteroousianos derrotaram os homoiousianos num debate inicial, mas Constâncio baniu Aécio. Em seguida, o concílio, incluindo Máris e Eudóxio concordaram com o credo homoiano do Concílio de Rimini com pequenas modificações.
Úlfilas, o bispo dos Godos, também compareceu ao concílio e endossou o credo resultante. 
Após o Concílio de Constantinopla, o bispo homoiano Acácio depôs e baniu diversos bispos homoiousianos, incluindo Macedônio I de Constantinopla, Basílio de Ancira, Eustácio de Sebaste, Elêusio de Cízico, Dracôncio de Pérgamo, Neonas de Selêucia, Sofrônio de Pompeiópolis, Elpídio de Satala e Cirilo de Jerusalém.
Além disso, Acácio também depôs e baniu o diácono anomoeano Aécio.

## Credo de Constantinopla de 359/360
O credo resultante do Concílio - homoiano - ficou como se segue, com o trecho em negrito indicando o entendimento de Acácio e seu partido:
| “ | Acreditamos em Deus o Pai Todo Poderoso, que está em todas as coisas. E em seu único [monogenes] Filho de Deus, nascido de Deus antes do tempo e antes do começo; através de quem todas as coisas visíveis e invisíveis foram feitas: que é o filho do Pai, o único dos únicos, Deus de Deus, similar ao Pai que o concebeu, de acordo com as Escrituras, e cuja geração ninguém conhece, a não ser o Pai, que o gerou. Nós sabemos que este único Filho de Deus, como enviado pelo Pai, desceu dos céus, como está escrito, para destruição do pecado e da morte: e que ele nasceu do Espírito Santo e da Virgem Maria na carne, como está escrito, e conversou com os discípulos; e que após a sua missão ter se completado de acordo com a vontade do Pai, ele foi crucificado e morreu, e foi enterrado e desceu até as entranhas da terra, em cuja presença até o próprio hades tremeu: que também ressuscitou dos mortos no terceiro dia, novamente conversou com os discípulos e, após quarenta dias completos, foi levado aos céus e sentou-se à direita do Pai, de onde ele virá no último dos dias, o dia da ressurreição, na glória de Seu Pai, para julgar cada um por suas obras. [Acreditamos] também no Espírito Santo, a quem Ele próprio, o único de Deus, Cristo, no Senhor e deu, prometeu enviar para a humanidade como Confortador, como está escrito, "Espírito da Verdade"; a quem ele enviou após ter sido recebido no céu. Mas como o termo ousia substância ou essência, que foi utilizada pelos padres num sentido simples e inteligível, mas não sendo entendida pelo povo, tem sido a causa da disputa, nós acreditamos ser apropriado rejeitá-lo, pois ele não está contido nas Sagradas Escrituras; e que nenhuma menção a ele deve ser feita no futura, da mesma forma que as sagradas Escrituras em nenhum lugar mencionam a substância do Pai e do Filho. Nem deve a "subsistência" do Pai, do Filho e do Espírito Santo ser jamais mencionada. Afirmamos que o Filho é similar ao Pai, da maneira como declaram e ensinam as Sagradas Escrituras. Assim, que todas as heresias que já foram condenadas antes, ou que possam nascer no futuro, e que se opõem a esta exploração de fé, sejam anátema | ” |
|   | — Credo de Constantinopla (360). |   |

O texto, em grego:
| “ | Πιστεύομεν εἰς ἕνα μόνον Θεὸν, Πατέρα παντοκράτορα, ἐξ οὗ τὰ πάντα·καὶ εἰς τὸν μονογενῆ Υἱὸν τοῦ Θεοῦ, πρὸ πάντων τῶν αἰώνων καὶ πρὸ πάσης ἀρχῆς γεννηθέντα ἐκ τοῦ Θεοῦ· δι' οὗ τὰ πάντα ἐγένετο, τὰ ὁρατὰ καὶ τὰ ἀόρατα· γεννηθέντα δὲ μονογενῆ, μόνον ἐκ μόνου τοῦ Πατρὸς, Θεὸν ἐκ Θεοῦ, ὅμοιον τῷ γεννήσαντι αὐτὸν Πατρὶ κατὰ τὰς γραφάς· οὗ τὴν γέννησιν οὐδεὶς γινώσκει, εἰ μὴ μόνος ὁ γεννήσας αὐτὸν Πατήρ. Τοῦτον οἴδαμεν μονογενῆ τοῦ Θεοῦ Υἱὸν, πέμποντος τοῦ Πατρὸς, παραγενέσθαι ἐκ τῶν οὐρανῶν, ὡς γέγραπται, ἐπὶ καταλύσει τῆς ἁμαρτίας καὶ τοῦ θανάτου· καὶ γεννηθέντα ἐκ Πνεύματος Ἁγίου, καὶ Μαρίας τῆς παρθένου τὸ κατὰ σάρκα, ὡς γέγραπται, καὶ ἀναστραφέντα μετὰ τῶν μαθητῶν· καὶ πάσης τῆς οἰκονομίας πληρωθείσης κατὰ τὴν πατρικὴν βούλησιν, σταυρωθέντα, καὶ ἀποθανόντα, καὶ ταφέντα, καὶ εἰς τὰ καταχθόνια κατεληλυθότα· ὅν τινα καὶ αὐτὸς ὁ ᾅδης ἔπτηξεν. Ὅς τις καὶ ἀνέστη ἀπὸ τῶν νεκρῶν τῇ τρίτῃ ἡμέρᾳ, καὶ διέτριψε μετὰ τῶν μαθητῶν· καὶ πληρωθεισῶν τῶν τεσσαράκοντα ἡμερῶν, ἀνελήφθη εἰς τοὺς οὐρανοὺς, καὶ καθέζεται ἐν δεξιᾷ τοῦ Πατρὸς, ἐλευσόμενος ἐν τῇ ἐσχάτῃ ἡμέρᾳ τῆς ἀναστάσεως ἐν τῇ πατρικῇ δόξῃ, ἵνα ἀποδώσῃ ἑκάστῳ κατὰ τὰ ἔργα αὐτοῦ. Καὶ εἰς τὸ Ἅγιον Πνεῦμα, ὅπερ αὐτὸς ὁ μονογενὴς τοῦ Θεοῦ ὁ Χριστὸς, ὁ Κύριος καὶ Θεὸς ἡμῶν, ἐπηγγείλατο πέμπειν τῷ γένει τῶν ἀνθρώπων Παράκλητον, καθάπερ γέγραπται, «τὸ Πνεῦμα τῆς ἀληθείας·» ὅπερ αὐτοῖς ἔπεμψεν, ὅτε ἀνελήφθη εἰς τοὺς οὐρανούς. Τὸ δὲ ὄνομα τῆς «οὐσίας,» ὅπερ ἁπλούστερον ὑπὸ τῶν πατέρων ἐτέθη, ἀγνοούμενον δὲ τοῖς λαοῖς σκάνδαλον ἔφερε, διότι μηδὲ αἱ γραφαὶ τοῦτο περιέχουσιν, ἤρεσε περιαιρεθῆναι, καὶ παντελῶς μηδεμίαν μνήμην τοῦ λοιποῦ γενέσθαι, ἐπειδήπερ καὶ αἱ θεῖαι γραφαὶ οὐδαμοῦ ἐμνημόνευσαν περὶ οὐσίας Πατρὸς καὶ Υἱοῦ. Καὶ γὰρ οὐκ ὀφείλει «ὑπόστασις» περὶ Πατρὸς καὶ Υἱοῦ καὶ Ἁγίου Πνεύματος ὀνομάζεσθαι. Ὅμοιον δὲ λέγομεν τὸν Υἱὸν τῷ Πατρὶ, ὡς λέγουσιν αἱ θεῖαι γραφαὶ καὶ διδάσκουσι. Πᾶσαι δὲ αἱρέσεις, αἵ τε ἤδη πρότερον κατεκρίθησαν, καὶ αἵ τινες ἐὰν καινότεραι γένωνται, ἐναντίαι τυγχάνουσαι τῆς ἐκτεθείσης ταύτης γραφῆς, ἀνάθεμα ἔστωσαν. | ” |